# سر جبال الأنديز (رواية)
سر جبال الأنديز (بالإنجليزية: Secret of the Andes)‏ رواية أطفال صدرت عام 1953 للكاتبة الأمريكية آن نولان كلارك .

## مقالات ذات صلة
- سر جبال الأنديز (فيلم)